# Gelis edentatus
Gelis edentatus là một loài tò vò trong họ Ichneumonidae.